# Сан Вито (Милано)
Сан Вито је насеље у Италији у округу Милано, региону Ломбардија.
Према процени из 2011. у насељу је живело 843 становника. Насеље се налази на надморској висини од 120 м.